# 洛伊克·梅亚尔
洛伊克·梅亚尔（法語：Loïc Meillard，法語發音：[lɔik mɛjaʁ]；1996年10月29日—）生于纳沙泰尔，是一名瑞士男子高山滑雪运动员。他在两岁时开始接触滑雪，最初他并不打算参加比赛，但在加入滑雪俱乐部一天后，他便有了在滑雪上突破极限的渴望。2015年，他完成了个人运动生涯的世界杯分站赛首秀。
洛伊克的妹妹Mélanie同样是一名高山滑雪选手。